# Узбекистан на зимних Олимпийских играх 1994
Узбекистан принимал участие в Зимних Олимпийских играх 1994 года в Лиллехаммере (Норвегия) в первый раз за свою историю и смог завоевать первую золотую медаль. Сборную страны представляли 7 спортсменов, в том числе 4 женщины. Первой олимпийской чемпионкой в истории Узбекистана стала фристайлистка Лина Черязова, завоевавшая «золото» в состязаниях по лыжной акробатике.

## Медалисты
| Медаль | Спортсмен     | Вид спорта | Дисциплина | Дата       |
| ------ | ------------- | ---------- | ---------- | ---------- |
| Золото | Лина Черязова | Фристайл   | Акробатика | 24 февраля |

## Результаты

### Фигурное катание
Танцы на льду
| Спортсмены                       | Результат            | Результат | Результат            | Результат | Результат          | Результат | Результат          | Результат | Результат |
| Спортсмены                       | Обязательный танец 1 | Место     | Обязательный танец 2 | Место     | Оригинальный танец | Место     | Произвольный танец | Сумма     | Место     |
| -------------------------------- | -------------------- | --------- | -------------------- | --------- | ------------------ | --------- | ------------------ | --------- | --------- |
| Алики Стергиаду Юрий Разгуляев   | 2.4                  | 12        | 2.4                  | 12        | 7.2                | 12        | 13.0               | 25.0      | 13        |
| Динара Нурдбаева Муслим Сеттаров | 4.2                  | 21        | 4.2                  | 21        | 12.6               | 21        | 21.0               | 42.0      | 21        |

### Фристайл
Мужчиины
| Спортсмен     | Дисциплина | Квалификация | Квалификация | Финал                | Финал                |
| Спортсмен     | Дисциплина | Очки         | Место        | Очки                 | Место                |
| ------------- | ---------- | ------------ | ------------ | -------------------- | -------------------- |
| Сергей Бренер | Акробатика | 159.93       | 19           | Завершил выступления | Завершил выступления |

Женщины
| Спортсмен      | Дисциплина | Квалификация | Квалификация | Финал                 | Финал                 |
| Спортсмен      | Дисциплина | Очки         | Место        | Очки                  | Место                 |
| -------------- | ---------- | ------------ | ------------ | --------------------- | --------------------- |
| Лина Черязова  | Акробатика | 144.43       | 12 Q         | 166.84                | 1                     |
| Лариса Удодова | Могул      | 20.28        | 21           | Завершила выступления | Завершила выступления |